# Palașcenkove, Iampil
Palașcenkove (în ucraineană Палащенкове) este un sat în comuna Doroșivka din raionul Iampil, regiunea Sumî, Ucraina.

## Demografie
Componența lingvistică a localității Palașcenkove
     Ucraineană (93,75%)
     Rusă (6,25%)
Conform recensământului din 2001, majoritatea populației localității Palașcenkove era vorbitoare de ucraineană (93,75%), existând în minoritate și vorbitori de rusă (6,25%).